# Андрей Всеволожски
Андрей Димитриевич Всеволожски (на руски: Андрей Дмитриевич Всеволожский) е руски офицер, генерал-лейтенант. Участник в Руско-турската война (1877 – 1878). Български офицер, командир на 1-ви пехотен софийски полк до 11 септември 1885 г.

## Биография
Андрей Всеволожски е роден на 11 юли 1851 г. в семейство на потомствен дворянин. Ориентира се към военното поприще. На 16 август 1869 г. постъпва на служба в Руската армия. Завършва Павловското военно училище с назначение в пехотата. Служи в лейбгвардейския Преображенски полк.
Участва в Руско-турската война (1877 – 1878). След края на войната остава на служба в Княжество България до 1885 г., когато руският император изтегля от Княжеството всички руски офицери. Последната длъжност на подполковник Андрей Всеволожски е командир на 1-ви пехотен софийски полк, на която длъжност остава до 11 септември 1885 г., когато е заменен от капитан Христо Попов.
Генерал-лейтенант Андрей Всеволожски излиза в оставка през 1907 г. Умира на 16 май 1912 г.

## Военни звания
- Подпоручик (11 август 1871)
- Прапорщик от гвардията (5 септември 1872)
- Подпоручик от гвардията (31 март 1874)
- Поручик от гвардията (4 април 1876)
- Щабскапитан от гвардията (30 август 1878)
- Капитан от гвардията (30 август 1882)
- Подполковник (30 август 1882, преименуван в подполковник)
- Полковник (30 август 1889)
- Генерал-майор за отличие (7 февруари 1901)
- Генерал-лейтенант за отличие (22 април 1907)

## Заемани длъжности
- Командир на 1-ви пехотен софийски полк от Българската земска войска (до 11 септември 1885)
- Командир на отделен батальон (29 април 1887 – 18 септември 1897)
- Командир на 16-и Ладожки пехотен полк (18 септември 1897 – 7 февруари 1901)
- Командир на 2-ра бригада от 7-а пехотна дивизия (7 февруари 1901 – 22 март 1901)
- Командир на лейбгвардейски Литовски полк (22 март 1901 – 30 април 1903)
- Командир на 2-ра бригада от 2-ра пехотна дивизия (30 април 1903 – 11 декември 1903)
- Командир на 2-ра бригада от 30-а пехотна дивизия (11 декември 1903 – 28 юли 1905)
- Командир на 4-та стрелкова дивизия (28 юли 1905 – 22 април 1907)
- Началник на 4-та стрелкова бригада (22 април 1907 – 1907)

## Награди
- Орден „Света Анна“ IV степен (1878)
- Орден „Свети Станислав“ III степен с мечове и лента (1878)
- Орден „Света Анна“ II степен (1894)
- Орден „Свети Владимир“ IV степен с лента за 25-годишна служба (1897)
- Орден „Свети Владимир“ III степен (1899)
- Орден „Свети Станислав“ I степен (1904)